# Vincenzo Bellini

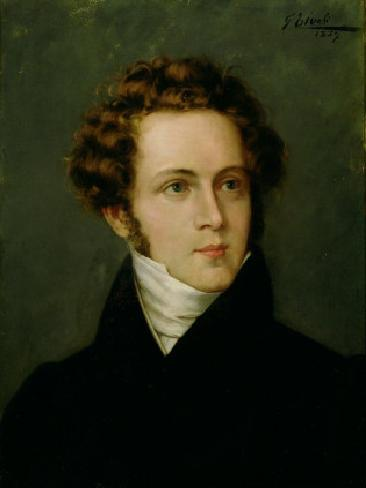
Vincenzo Bellini

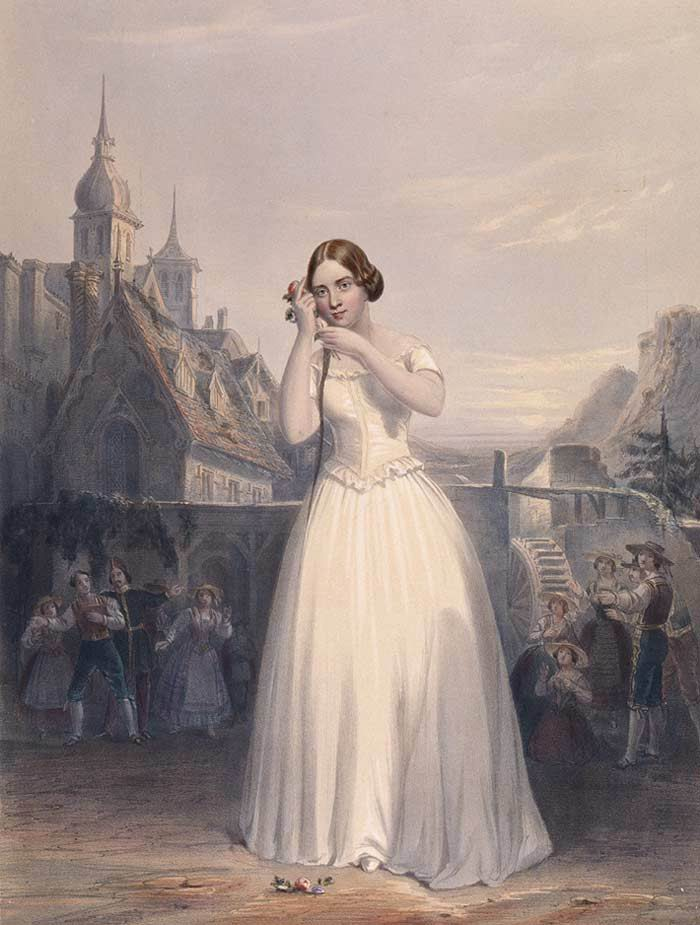
Jenny Lind som Sömngångerskan (La Sonnambula).

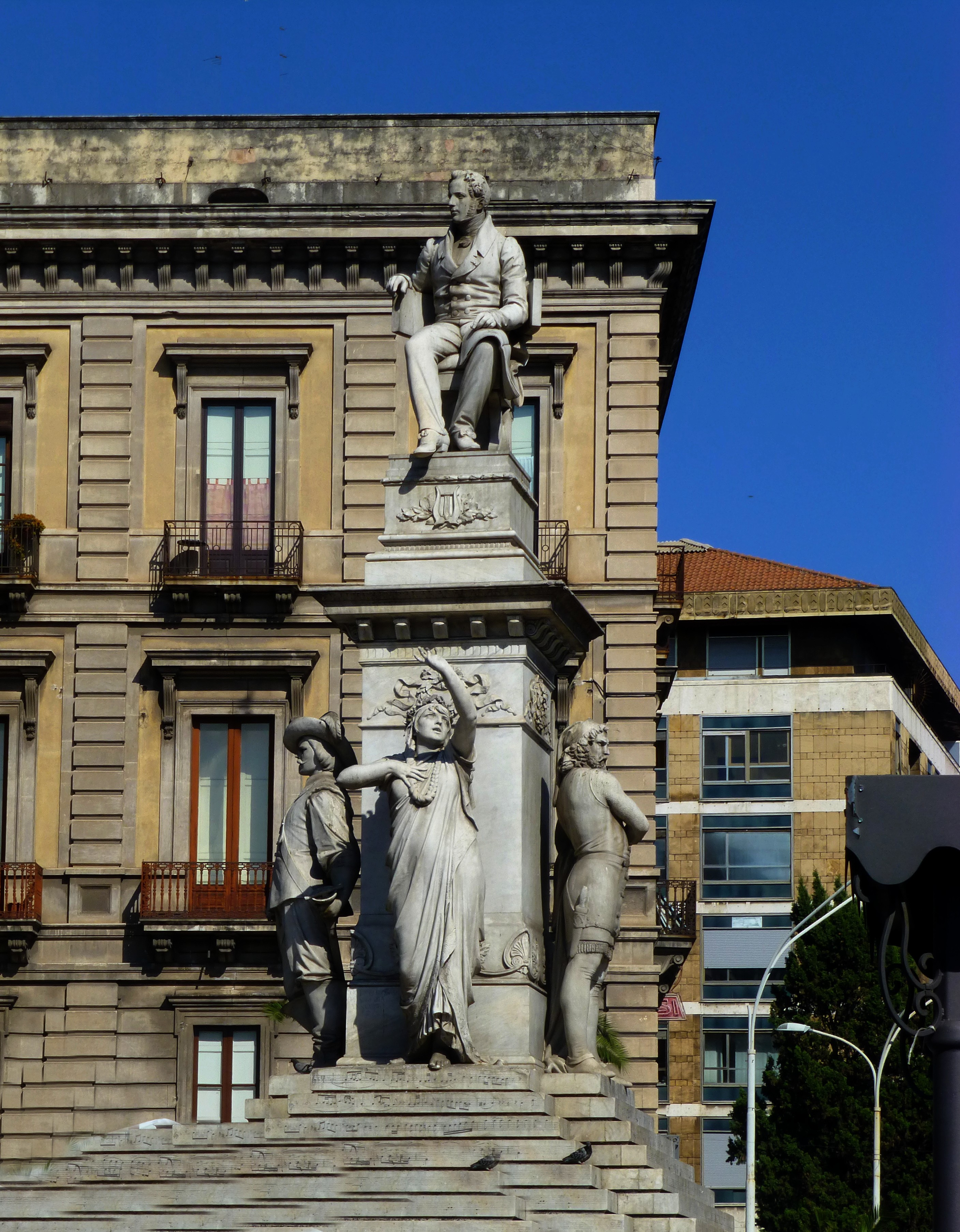
Staty över Bellini i Catania.

Vincenzo Bellini, född 3 november 1801 i Catania, Sicilien, död 23 september 1835 i Puteaux utanför Paris, var en italiensk tonsättare.
Bellini betraktas som huvudrepresentanten för 1800-talets romantiska italienska opera. Han införde en ny och originell röstbehandling, som utgjorde ett återupplivande av bel canto-traditionen.

## Biografi
Bellini kom från en musikersläkt och inledde sina studier hos familjen och därefter för Niccolò Antonio Zingarelli vid Collegio di Musica i Neapel. Där lärde han känna verk av tonsättare som Haydn, Mozart och Pergolesi. En avgörande upplevelse var Rossinis Semiramide i Neapel 1824 - varefter Bellini beslutade sig för att enbart komponera för scenen. Impressarion Domenico Barbajas intresse väcktes av Bellinis opera, Bianca e Fernando, och han gav den unge tonsättaren i uppdrag att komponera en opera för La Scala i Milano. Det blev Il Pirata (1827 varmed Bellini inledde ett nära samarbete med librettisten Felice Romani, vilket gav många framgångar, såsom: La Straniera 1829, I Capuleti e Montecchi 1830, La Sonnambula 1831 och Norma 1831. Bland misslyckandena återfanns: Zaira 1829 och Beatrice di Tenda 1833. Misslyckandet med den sistnämnda ledde till en tvist mellan Romani och Bellini varefter Bellini lämnade Italien. Han reste först till London och slog sig därefter ner i Paris, där han fick stora framgångar. Här tillkom hans sista opera I Puritani 1835, där han slipade sin orkestrering tillsammans med Carlo Pepoli. Bellini dog några månader efter premiären, troligen av en svår tarmsjukdom, i vilken han först insjuknat 1830.

## Verk

### Operor
- Adelson e Salvini. Opera semiseria 3 akter. Libretto av Andrea Leone Tottola, efter Th. M. de Baculard d'Arnaud och P. Delamarre.  11 februari 1825 i Neapel, Collegio di San Sebastiano.
- Bianca e Fernando. Melodramma 2 akter. Libretto av Domenico Gilardoni, efter C. Rotis Drama Bianca e Fernando alla tomba di Carlo IV Duca di Agrigento. Urpremiär den 30 maj 1826 i Neapel, Teatro San Carlo som Bianca e Gernando.
- Il pirata. Melodramma 2 akter. Libretto av Felice Romani efter Charles Robert Maturin och Ch. Nordier/I. J. S. Taylor "Bertram or The Castle of Saint-Aldobrand" (drama). Urpremiär den 27 oktober 1827 i Milano, Teatro alla Scala.
- La straniera. Melodramma 2 akter. Libretto av Felice Romani efter V.-C. Prévôt d'Arlincourt. Urpremiär den 14 februari 1829 i Milano, Teatro alla Scala. Uppsatt i Stockholm 1841 med titeln Den okända.
- Zaira. Tragedia lirica 2 akter. Libretto av Felice Romani efter Voltaire. Urpremiär den 16 maj 1829 i Parma, Teatro Ducale.
- I Capuleti e i Montecchi. Tragedia lirica 2 akter. Libretto av Felice Romani efter L. Scevola und William Shakespeare. Urpremiär den 11 mars 1830 i Venedig, Teatro la Fenice.
- La sonnambula. Melodramma 2 akter. Libretto av Felice Romani efter Eugène Scribe och Jean-Pierre Aumers balettpantomim. Urpremiär den 6 mars 1831 i Milano, Teatro Carcano. Uppsatt i Stockholm 1843 med titeln Sömngångerskan.
- Norma. Tragedia lirica 2 akter. Libretto av Felice Romani efter en tragedi av Alexandre Soumet. Urpremiär den 26 december 1831 i Milano, Teatro alla Scala. Uppsatt i Stockholm 1841.
- Beatrice di Tenda. Tragedia lirica 2 akter. Libretto av Felice Romani efter Carlo Tedaldi-Fores. Urpremiär den 16 mars 1832 i Venedig, Teatro la Fenice.
- I Puritani, (I Puritani di Scozia, I puritani e i cavalieri). Melodramma serio 3 akter. Libretto av Greve Carlo Pepoli efter dramat Têtes rondes et cavaliers av Jacques-Arsène-François-Polycarpe Ancelot (1794-1854) och Joseph-Xavier Boniface (Saintine). Urpremiär den 24 januari 1835 i Paris, Théâtre-Italien. Uppsatt i Stockholm 1851 med titeln Puritanerna.

### Kända solosånger
- Vi ravviso, o luoghi ameni för baryton ur Sömngångerskan.
- A non credea mirati för sopran ur Sömngångerskan.
- A te, o cara, amor talora för tenor ur Puritanerna.
- Son vergin vezzosa för sopran ur Puritanerna.

|  |
|  |